# Echtzeitüberweisung
Mit einer Echtzeitüberweisung (englisch SEPA instant payment) erfolgt die Gutschrift des Geldes innerhalb von zehn Sekunden auf das Konto des Zahlungsempfängers.
Voraussetzungen sind ein Konto im Europäischen Zahlungsraum für Sender und Empfänger sowie die Unterstützung von Echtzeitüberweisungen durch beide Banken. Seit 2020 unterstützt eine Mehrheit der Banken Echtzeitüberweisungen. Ab Januar 2025 müssen alle Banken in der Eurozone Echtzeitüberweisungen empfangen können, ab Oktober 2025 auch versenden. Seit dem 9. Januar 2025 dürfen Echtzeitüberweisungen keinen Aufpreis mehr kosten, sofern der Zahlungsdienstleister in einem EWR-Mitgliedstaat ansässig ist. Darüber hinaus müssen ab Oktober 2025 auch IBAN und Name des Zahlungsempfängers (IBAN-Name-Check) abgeglichen werden (englisch Verification of Payee).

## Allgemeines
Echtzeit bedeutet in der Informationstechnik, dass durch eine Online-Verbindung unterschiedlicher, stets betriebsbereiter Rechnersysteme diese die betreffenden Daten nach Erfassung innerhalb einer vorgegebenen Zeitspanne für andere Rechner durch Synchronisation verfügbar machen. Für Echtzeitüberweisungen werden die gleichen Bankgebühren wie für reguläre Überweisungen erhoben. Einzelne Kreditinstitute bieten gebührenfreie Echtzeitüberweisungen an. Bei Direktbanken des Mobile-Banking gehört die Echtzeitüberweisung bereits viele Jahre zum Standard.
Die Dauer der Echtzeit hängt einerseits vom genutzten Gironetz und andererseits von dessen Netzlast ab. Instant Payments können im Euro-Bereich über das Gironetz „RT1“ der EBA Clearing und über „TIPS“ der Europäischen Zentralbank durchgeführt werden. Die Banken können frei entscheiden, welchen Clearing and Settlement Mechanism (CSM) sie für eine Überweisung nutzen. Die Mehrzahl der Kreditinstitute in Deutschland nutzt Stand Anfang 2021 ausschließlich „RT1“ für Echtzeitüberweisungen. Die Europäische Zentralbank drängt jedoch auf eine Anbindung an „TIPS“ (Target Instant Payment System), da „RT1“ und „TIPS“ nicht vollständig kompatibel zueinander sind. Die größere Verbreitung von „RT1“ in Deutschland erklärt sich durch die frühere Verfügbarkeit von „RT1“ im November 2017, während „TIPS“ erst im November 2018 verfügbar wurde.

## Geschichte
Seit Januar 1999 kamen innerhalb des Bankensystems Echtzeit-Bruttoabwicklungssysteme wie TARGET oder TARGET2 zum Einsatz. Diese konnten aber nicht von privaten Endkunden genutzt werden. Um die Nutzung für den privaten Endkunden zu ermöglichen, entstand auf Initiative des European Retail Payments Board (ERPB) im Dezember 2014 die Echtzeitüberweisung. Im November 2015 wurde das Nachfolge-Gremium des SEPA Council mit der Entwicklung eines Echtzeit-Überweisungssystems beauftragt. Der Europäische Zahlungsverkehrsausschuss (EPC) ließ im November 2017 für alle EU-Mitgliedstaaten ein auf SEPA und dem ISO-Standard 20022 basierendes Zahlungssystem unter dem Namen „Echtzeitüberweisung“ zu.
Im bislang eingesetzten Batch-Verfahren wurden Überweisungen bis zu einer bestimmten Uhrzeit gesammelt und anschließend en bloc ausgeführt.
Seit dem 21. November 2017 ist die Echtzeitüberweisung mit bis 15.000 Euro pro Überweisung möglich, seit dem 1. Juli 2020 können sogar Zahlungen bis 100.000 Euro per Echtzeitüberweisung angewiesen werden.
Anfang 2019 wurden 98 % der Echtzeitüberweisungen in weniger als 3 Sekunden ausgeführt. Viele Banken geben 20 Sekunden als Ausführungsdauer an; in Einzelfällen dauert es auch mehrere Minuten.
Am 24. Juli 2020 hat der EZB-Rat ein „Maßnahmenpaket zur Förderung der Umsetzung von Echtzeitüberweisungen“ beschlossen. Darin enthalten ist eine Verpflichtung für alle per TARGET2-erreichbaren Zahlungsdienstleister, mindestens eine Erreichbarkeit für eingehende Echtzeitüberweisungen zu gewährleisten. Die Umsetzung der Beschlüsse war bis Ende 2021 vorgesehen.
Die Europäische Kommission stellte in ihrem Bericht über die „Retail Payments Strategy“ (Seite 5, unten) vom 24. September 2020 fest, dass drei Jahre nach Einführung erst 62,4 % aller EU-Zahlungsdiensteanbieter die Echtzeitüberweisung implementiert haben. In dem gleichen Bericht heißt es, Zahlungsdienstleister sollen bis Ende 2021 verpflichtet werden, Echtzeitüberweisungen anzubieten.
Die Europäische Kommission teilte im Oktober 2022 mit, dass Echtzeitüberweisungen die bisher angewandte zeitverzögerte Überweisung vollständig ablösen sollen.
In der Schweiz wurde am 17. November 2023 die 5. Generation des Swiss Interbank Clearing (SIC5) in Betrieb genommen, womit die Voraussetzung für Echtzeitüberweisungen geschaffen wurde. Die größten Schweizer Banken wurden verpflichtet, den Service bis spätestens zum 20. August 2024 anzubieten (wobei lediglich der Empfang einer CHF-IP-Zahlung verpflichtend ist), bis 2026 sollen die restlichen Banken folgen. Für ausgehende Instant Payments („IP-Aktiv“) gibt es keinen verpflichtenden Fahrplan Liste von Schweizer Banken, die ausgehende Instant Zahlungen anbieten
Im Februar 2024 hat das EU-Parlament die Verordnung „2024/886“ Instant Payment Regulierung beschlossen. Damit werden alle Banken im EWR verpflichtet, Echtzeitüberweisungen anzubieten. Die Gebühren dürfen nicht höher als bei normalen Überweisungen sein. Der Empfang von Echtzeitüberweisungen muss seit dem 9. Januar 2025, d. h. 9 Monate nach dem Beschluss, möglich sein. Für das Aufgeben von Überweisungen gilt eine Übergangszeit von 18 Monaten: Sie müssen ab dem 9. Oktober 2025 möglich sein. Ab dem 9. Juli 2027 sind Echtzeitüberweisungen auch mit Nicht-EWR-Ländern sowie mit Nicht-EWR-Territorien, die am Europäischen Zahlungsraum (SEPA) teilnehmen, möglich.

Weitere Änderungen gegenüber der vorherigen Version der Echtzeitüberweisung:
- Alle Übertragungswege für Standardüberweisungen müssen auch für Echtzeitüberweisungen erreichbar sein, also neben Onlinebanking auch Telefonbanking, Selbstbedienungsterminals und Filialschalter
- Reduzierung der Gesamtdauer einer Transaktion auf 10 Sekunden
- Kunden können Höchstbeträge für Echtzeitüberweisungen festlegen
- Keine höheren Gebühren für Echtzeitüberweisungen im Vergleich zu SEPA-SCT-Transaktionen
- Abgleich von Name und IBAN des Geldempfängers mit Möglichkeit des Opt-Out für Unternehmenskunden. Dies gilt auch für normale SEPA-Überweisungen.[22][23]
- Der EPC-QR-Code wurde erweitert, um Echtzeitüberweisungen abzubilden.
- Täglich Prüfung, ob Sender oder Empfänger Sanktionen z. B. wegen Geldwäsche oder Terrorismusfinanzierung unterliegen, englisch Sanction Screening. Aber keine transaktionsbasierte Überprüfungen bei der Durchführung der Überweisung selbst.[24]
- Die Banken bekommen eine jährliche Berichtspflicht für a) die Höhe der Entgelte für Überweisungen, Echtzeitüberweisungen und Zahlungskonten; b) den Anteil der aufgrund von Sanktionen verweigerten Überweisungen.[24]
- Banken werden zur Betrugsbekämpfung und -prävention verpflichtet, und Kunden können bei Nichteinhaltung eine Entschädigung verlangen.

## Rechtsfragen
Die Echtzeitüberweisung beruht auf dem SEPA Instant Credit Transfer (SCTInst)-Abkommen, dessen wesentliche Regelungen die Kreditinstitute durch Änderungen ihrer Allgemeinen Geschäftsbedingungen übernommen haben. Es sieht unter anderem vor, dass Echtzeitüberweisungen täglich 24 Stunden ganzjährig möglich sein müssen, also auch an Sonntagen und Feiertagen. Ein bisher üblicher Annahmeschluss (englisch cut-off) ist deshalb ausgeschlossen.
Echtzeitzahlungen sollen unabhängig vom Zahlungsinstrument (Überweisung, Lastschrift oder Kartenzahlung), vom zugrundeliegenden Clearingverfahren (bilaterales Interbanken-Clearing oder über Clearinghäuser) und vom Settlement (nachgelagertes Netto-Settlement unter Stellung von Sicherheiten oder Echtzeit-Bruttoabwicklungssystem) zur Verfügung stehen.
Für Deutschland ist in § 675p BGB im Abs. 1 geregelt, dass der Zahlungsdienstnutzer den Zahlungsauftrag (z. B. Überweisung oder Lastschrift) nur bis zum Zugang beim Zahlungsdienstleister (z. B. bei einer Bank) widerrufen kann. Dies entspricht dem Rechtsgedanken des Auftragsrechts nach § 665 BGB. Hiervon sind in den Abs. 2–4 als Lex specialis für bestimmte Fälle Ausnahmetatbestände geregelt. Solche Ausnahmen können vertragliche Vereinbarungen sein (Abs. 4), ein vereinbarter Termin für die Ausführung des Zahlungsauftrages (Abs. 3) oder für die Fälle der Nutzung eines Zahlungsauslösedienstleisters (Abs. 2). Weitere Ausnahmen können sich generell durch Allgemeine Geschäftsbedingungen (AGB) oder Zahlungsverkehrsabkommen (z. B. SCTInst) im Interbankenverhältnis ergeben, da § 675p BGB dispositives Recht ist, also vertraglich in den Grenzen der § 305 ff. (AGB-Recht) abbedungen werden kann. Ferner durch die Nutzung einer Lastschrift (Abs. 2 S. 2).

## Ablauf
Voraussetzung für SEPA-Echtzeitüberweisungen ist, dass die Senderbank das Senden anbietet und dass die Empfängerbank das Empfangen anbietet. Bis 2025 ist beides noch freiwillig. Die Unicredit Bank war in Deutschland die erste, die sowohl das Senden als auch das Empfangen anbot. Eine Liste teilnehmender Institute kann auf der Seite des EPC abgerufen werden. Echtzeitüberweisungen sind in allen EU-Mitgliedstaaten vorgesehen, doch beteiligten sich einige Mitgliedstaaten nur zögerlich an der Umsetzung.
Die Belastung auf dem Girokonto des Senders erfolgt sofort, die Gutschrift beim Zahlungsempfänger erfolgt maximal zehn Sekunden später, worüber die Empfängerbank den Sender sofort informiert.
Möglich werden hierdurch auch Zahlungen am sogenannten Point of Sale. Beispielsweise, indem der Kunde via App die Echtzeitüberweisung beim Bezahlprozess an der Kasse des Geschäftes bestätigt. Die App kann nach Zahlungsdiensterichtlinie auch von einem Drittdienstleister betrieben werden.
Bei der Überweisung von größeren Geldbeträgen ist darauf zu achten, dass sowohl bei der Senderbank als auch bei der Empfängerbank vorab die Überweisungslimits angepasst werden müssen. Letztere kann zur Vermeidung von Geldwäsche eine manuelle Überprüfung zwischenschalten, welche den Empfang des Geldbetrags verzögert.